# Mimaglossa nauplialis
Mimaglossa nauplialis là một loài bướm đêm thuộc họ Pyralidae. Nó được tìm thấy ở Úc.

## Hình ảnh

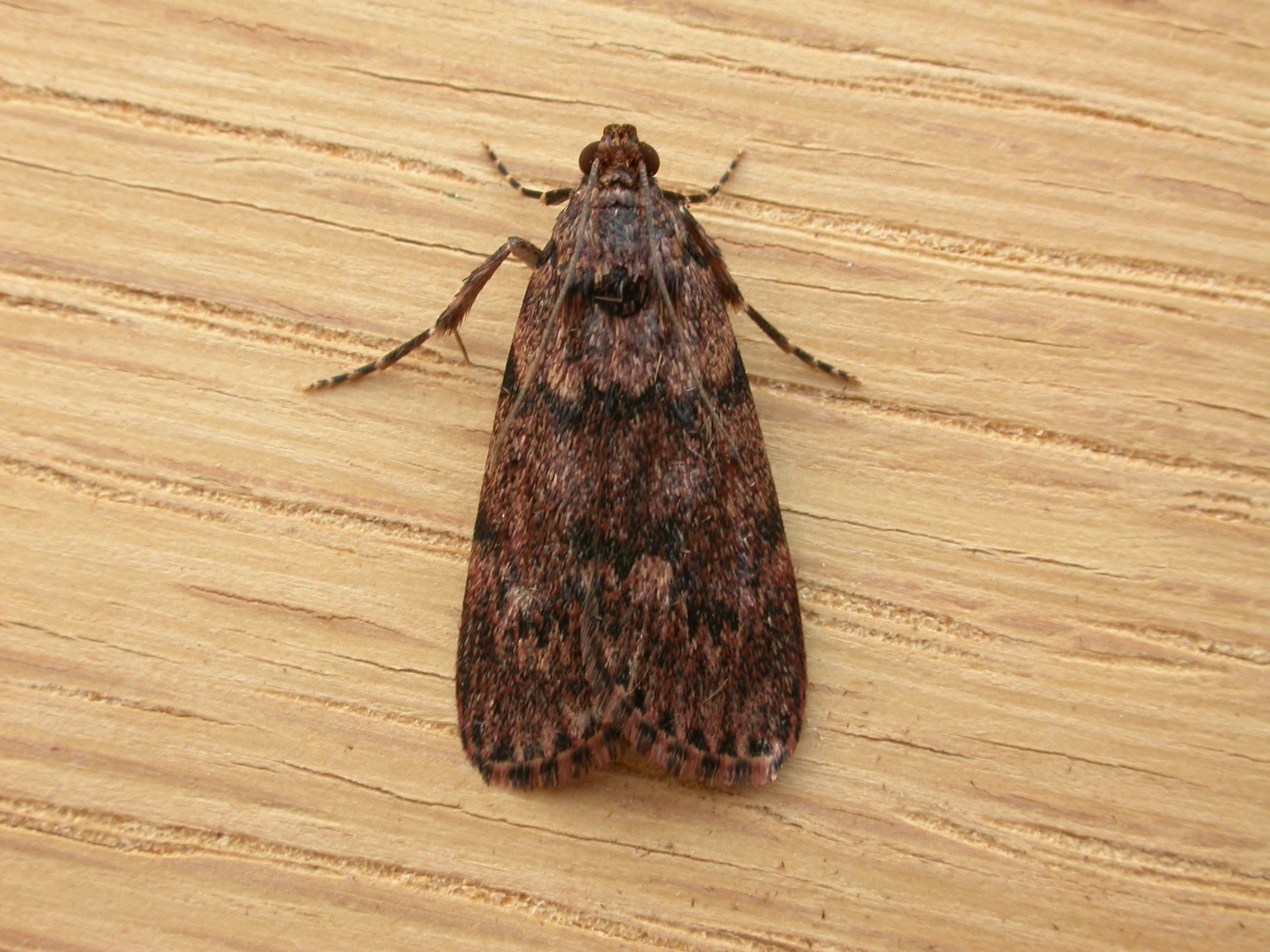